# Càmera rèflex digital

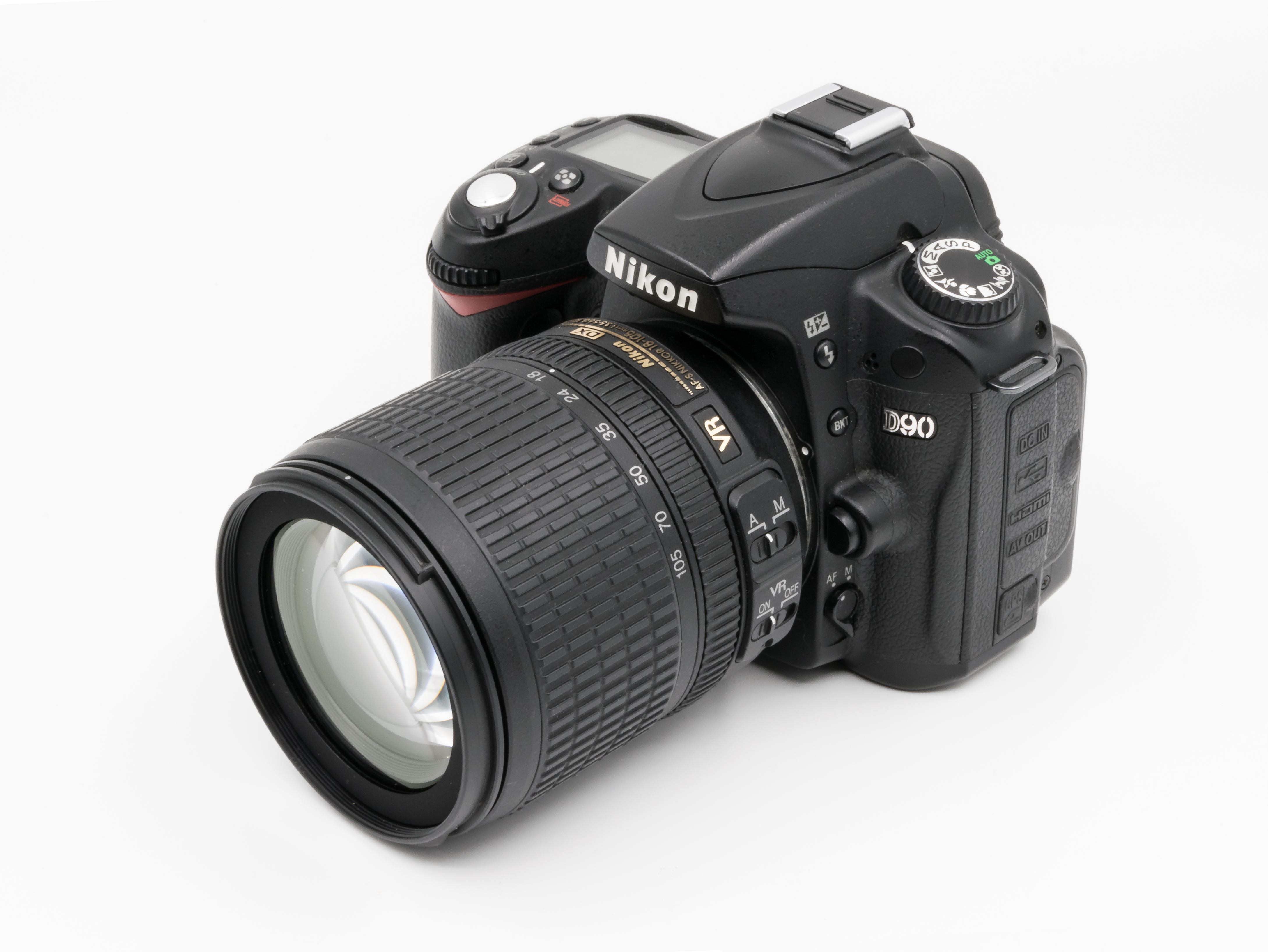
Nikon D90 (DSLR).

Una càmera rèflex digital, també anomenada DSLR (Digital-SLR) és una càmera amb òptica rèflex i processament digital d'imatges. Té un disseny molt similar al de les càmeres rèflex analògiques d'un objectiu (SLR, de l'anglès Single lens reflex). És una evolució de les rèflex tradicionals en què se substitueix la pel·lícula per un sensor d'imatge, mantenint en general compatibilitat pel que fa a l'ús dels objectius de les antigues rèflex analògiques, tenint en compte l'objectiu normal que li pertoca segons el factor de distància focal (relació: diagonal del sensor d'imatge / distància focal de brida.
Conté a més una pantalla de cristall líquid en la qual es pot veure la fotografia immediatament després de la presa, i comprovar, amb l'ajuda d'un histograma que l'exposició ha estat correcta. Però aquesta pantalla, en la majoria dels models, no serveix com a visor per fer la fotografia com succeeix en les càmeres digitals compactes, pel fet que el sensor és ocult darrere el mirall del visor, com passa amb la pel·lícula en les càmeres rèflex analògiques. Hi ha excepcions com els models Olympus E-330, E-510, Canon 40D o Nikon D90 que incorporen un sistema que s'anomena Live View.

## Característiques

### Disseny
De la mateixa manera que ho fan les càmeres SLR, les càmeres DSLR utilitzen el típic intercanvi d'òptiques de montura patentada. A més, disposen d'un sistema amb un mirall mecànic mòbil que és cap avall (exactament en un angle de 45 graus) i així dirigeix la llum des de l'objectiu fins a una pantalla d'enfocament (matte focusing screen) a través d'una lent condensadora, i a un pentaprisma fins a la lent del visor.
L'enfocament pot ser manual o automàtic, i s'activa al pressionar fins a la meitat el disparador o un botó AF específic. Per fer una fotografia el mirall gira cap amunt, i d'aquesta manera l'obturador s'obre i la imatge és projectada i capturada pel sensor digital. Després l'obturador es tanca i el mirall torna a l'angle de 45 graus inicial. Comparat amb el concepte nou de càmeres d'optica intercanviable mirrorless (sense mirall), aquest mirall o prisma és la diferencia característica que fa una previsualització òptica directa i acurada, amb autofocus i mesurament d'exposició independents.
Les parts essencials de tota càmera digital són electròniques com l'amplificador, convertidor d'analògic a digital, processador, l'emmagatzematge de dades o incorporar una pantalla electrònica.

### Autofocus
Les DSLR utilitzen l'auto-focus (AF) basat en la detecció de fase (phase detection, PD). Aquest mètode permet calcular la posició òptima de la lent en lloc de ser «trobada», com seria el cas amb un auto-focus basat en la maximització del contrast. Aquest mètode és més ràpid que altres tècniques passives. Com el «sensor de fase» requereix la mateixa llum que va al sensor d'imatge, anteriorment només era possible amb un disseny SLR. Tot i així, amb la introducció de la tècnica d'auto-focus de fase del pla focal en càmeres d'òptica intercanviable mirrorles, ara les càmeres poden utilitzar tant la detecció de fase com la detecció de punts de contrast.

### Modes del botó giratori
Les càmeres DSLR, com la majoria de la resta de càmeres digitals, generalment tenen un botó giratori per a triar les opcions de la càmera com ara Programa, Prioritat d'Apertura, Prioritat d'obturador, i mode Manual. Els modes d'escena varien segons la càmera i aquests són inherentment menys personalitzables. Sovint inclouen Paisatge, Retrat, Acció, Macro, Nit i silueta, entre d'altres. Tot i així, aquestes diferents opcions i estils de fotografiar es poden realitzar calibrant manualment certs ajustamens a la càmera.

### Sistema de reducció de pols
La càmera Sigma Sd9 al 2002 utilitzava un filtre darrere de la montura de la lent per evitar que hi entrés la pols. Olympus utilitzava un sistema incorporat de neteja de sensors en la primera rèflex digital l'Olympus E-1, que tenia un sensor exposat a l'aire, al 2003. Tots els seus models anteriors tenien una lent no intercanviable, evitant així l'exposició directa del sensor amb condicions ambientals externes. Diferents càmeres DSLR de Canon es basen en sistemes de reducció de pols basats en la vibració del sensor a freqüències ultrasòniques per tal d'eliminar la pols del sensor.

### Òptiques intercanviables

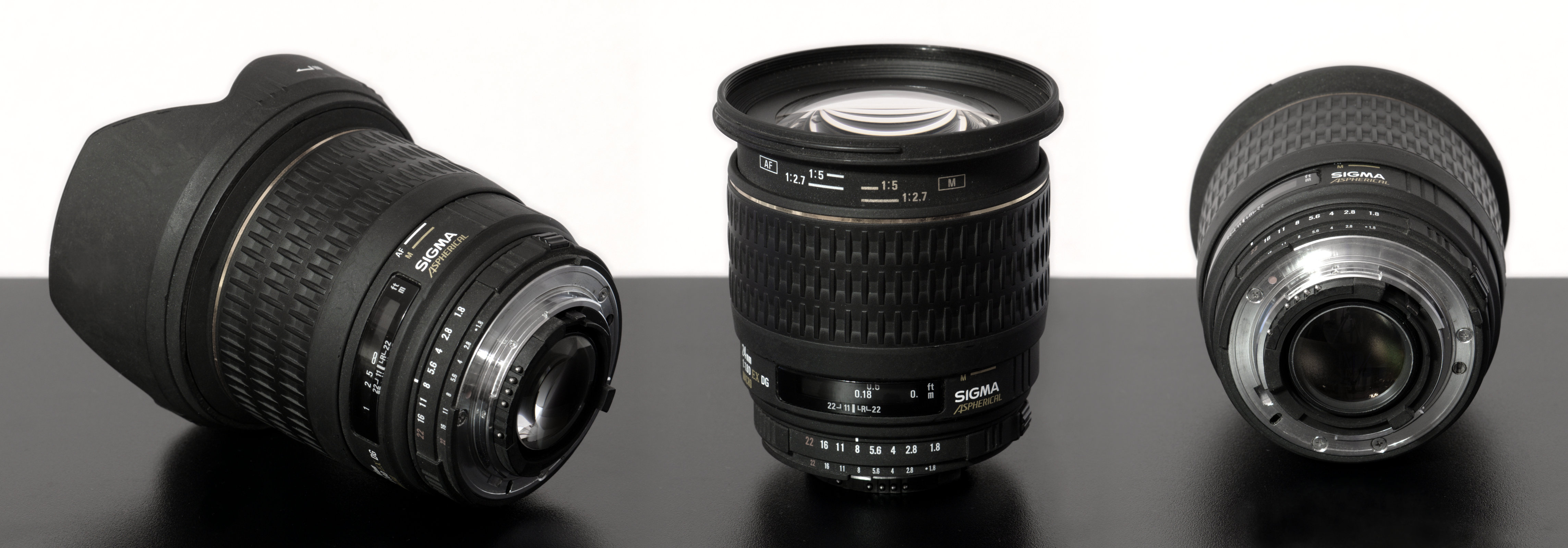
Objectius intercanviables

La capacitat d'intercanviar òptiques especials i triar-la que convé segons el subjecte de la foto, contribueix a la popularitat de les càmeres DSLR. També hi ha càmeres mirrorless que tenen aquesta opció i són cada cop més populars.
Les lents intercanviables per a SLR i DSLR es solen fixar enun suport de lent que és específic per a cada marca. Un fotograf utilitzará sovint òptiques fabricades pel mateix fabricant que el del cos de la càmera, tot i que també hi ha fabricants de lents independents, com Sigma, Tamron, Tokina i Vivitar, que en fabriquen per suports diferents. També hi ha adaptadors de lent que permeten que un objectiu per a una montura de lent s'utilitzi en el cos d'una càmera amb una montura de lent diferent, però sovint es veu reduïda la funcionalitat.
Moltes òptiques són muntables tant en càmeres rèflex digitals modernes com en càmeres rèflex analògiques més antigues que utilitzen la mateixa montura de lent. Tot i així, quan les òptiques dissenyades per a sensors d'imatge digital de 35 mm o de mida equivalent s'utilitzen en DSLR de sensors més petits succeeix que la imatge es retalla i l'òptica sembla que tingui una longitud focal més llarga que la distancia focal que indica. La majoria dels fabricants de DSLR han introduït series d'òptiques amb cercles d'imatge optimitzats per als sensors més petits i distancies focals equivalentes a les generalment ofertes per les DSLR de 35 mm, principalment en el rang de gran angular. Aquestes òptiques tendeixer a no ser completament compatibles amb sensors full frame o de 35 mm degut al petit cercle d'imatge que tenen i, en el cas d'algunes òptiques Canon EF-S, interfereixen amb els miralls Gravació de vídeo HDen eGrabació de vídeo HDls cossos de càmeres full-frame.

### Gravació de vídeo HD
Des del 2008, es venen càmeres DSLR que poden gravar vídeo Full HD, aquestes càmeres també s'anomenen HDSLR o vídeo DSLR. Una de les primeres DSLR introduïdes amb mode de vídeo HD era la Nikon D90, amb opció de captura 720p24 (és a dir, resolució 1280x720 píxels a 24 fotogrames per segon). Altres HDSLR primerenques capturaven vídeo amb resolucións o velocitats de fotograma no estàndaritzats.
En general, utilitzen tot el sensor per capturar vídeo HD tot i que no utilitzin tots els píxels (que provoquen artefactes de vídeo). En comparació amb els sensors molt més petits de les típiques videocàmeres o en els mòbils avui dia, el sensor de les HDSLR més gros produeix imatges diferents: poden aconseguir una profunditat de camp més petit i un rendiment superior amb menys llum. Tot i així, la baixa proporció de píxels actius (respecte a la totalitat de píxels) les fa més susceptibles de produir artefactes visuals com l'aliasing (per exemple patrons moaré) en escenes de textures concretes, i l'efecte rolling shutter dels sensors CMOS tendeix a ser més greu.
A més, degut a la construcció òptica de les DSLR, a les HDSLR sovint manca una o més funcions de vídeo que sí es troben a les videocàmeres dedicades, com pot ser l'enfocament automàtic durant la presa d'imatge, el zoom motoritzat, i un visor de previsualització electrònic. Això dificulta el maneig de les HDSLR.
La funcionalitat de vídeo no ha parat de millorar des de l'aparició de les HDSLR, incloent una resolució de vídeo millora (com 1080p24) i bitrate de video, control autofocus millorat i control manual de l'exposició, a més de suports compatibles amb televisió d'alta definició, Blue-ray o les DCI (Digital Cinema Initiatives). La Canon 5D Mark II i la Panasonic Lumix Gh1 van ser les primeres HDSLR en oferir vídeo compatible de 1080p24 i des de llavors no han parat d'augmentar els models amb funcionalitats similars.

L'evolució tant ràpida de les càmeres HDSLR va provocar una revolució al cinema digital, i els cineastes independents fan servir l'etiqueta «Shot On DSLR» (‘rodat amb DSLR’). Els anuncis nord-americans de televisió de Canon que incloïen la Rebel T1 van ser gravats precisament amb aquesta càmera. Un nombre creixent de productes audiovisiuals van començar a utilitzar aquestes càmeres, i de fet un d'aquells projectes va ser el concurs «Story Beyond the Still» de Canon, que va demanar als cineastes que gravessin col·lectivament un curtmetratge de vuit capítols, i cada capítol és gravat només en dues setmanes. Degut al preu assequible i a la mida petita en comparació amb les càmeres de cinema professionals, The Avengers va utilitzar 5 càmeres 5D Mark II i 2 Canon 7D per gravar escenes de diferents angles difícils, i així van poder reduir el nombre de preses per gravar escenes complexes d'acció.

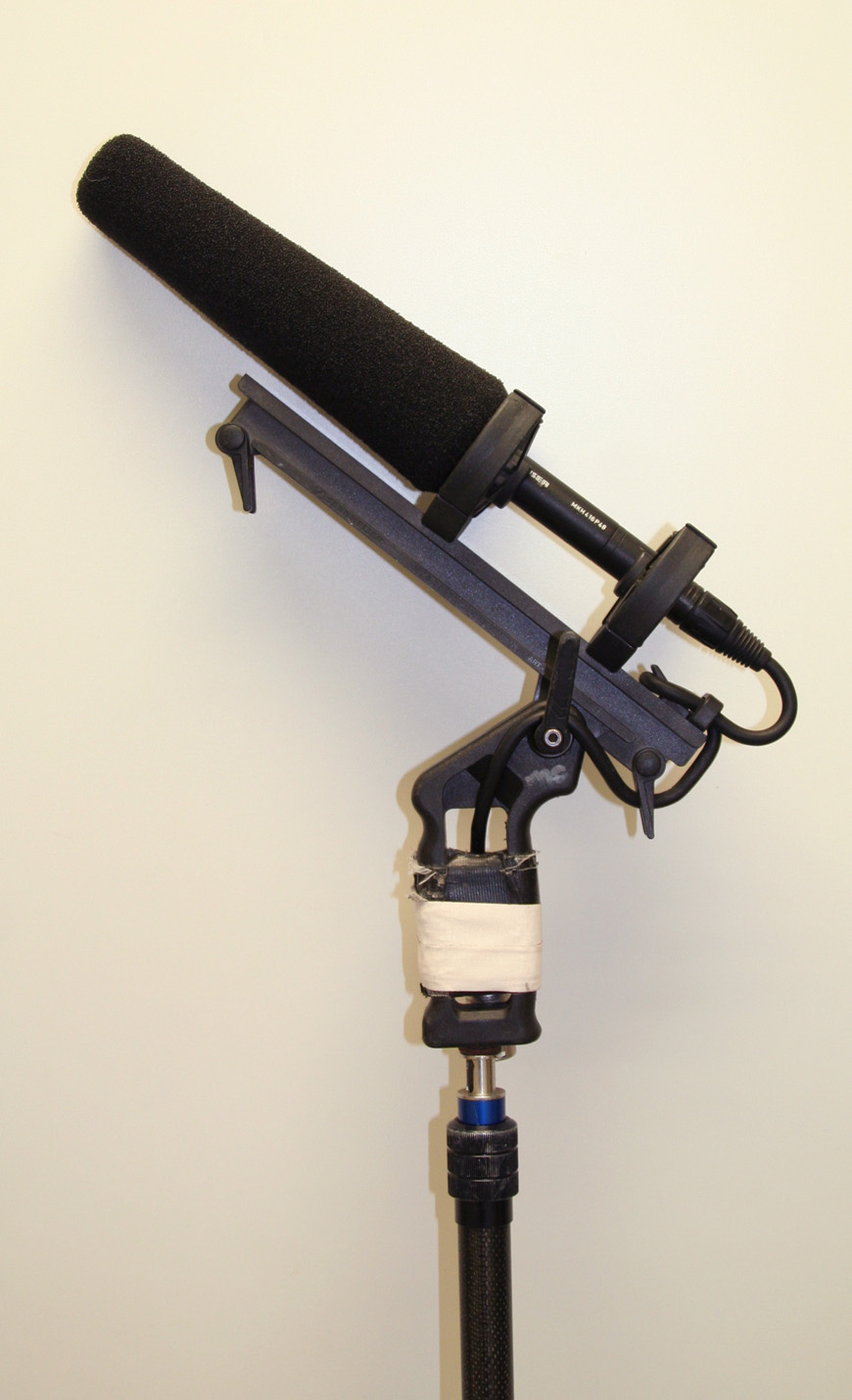
Microfon tipus shotgun (direccional) per capturar millor audio per als vídeos de les càmeres HDSLR.

### Vista prèvia

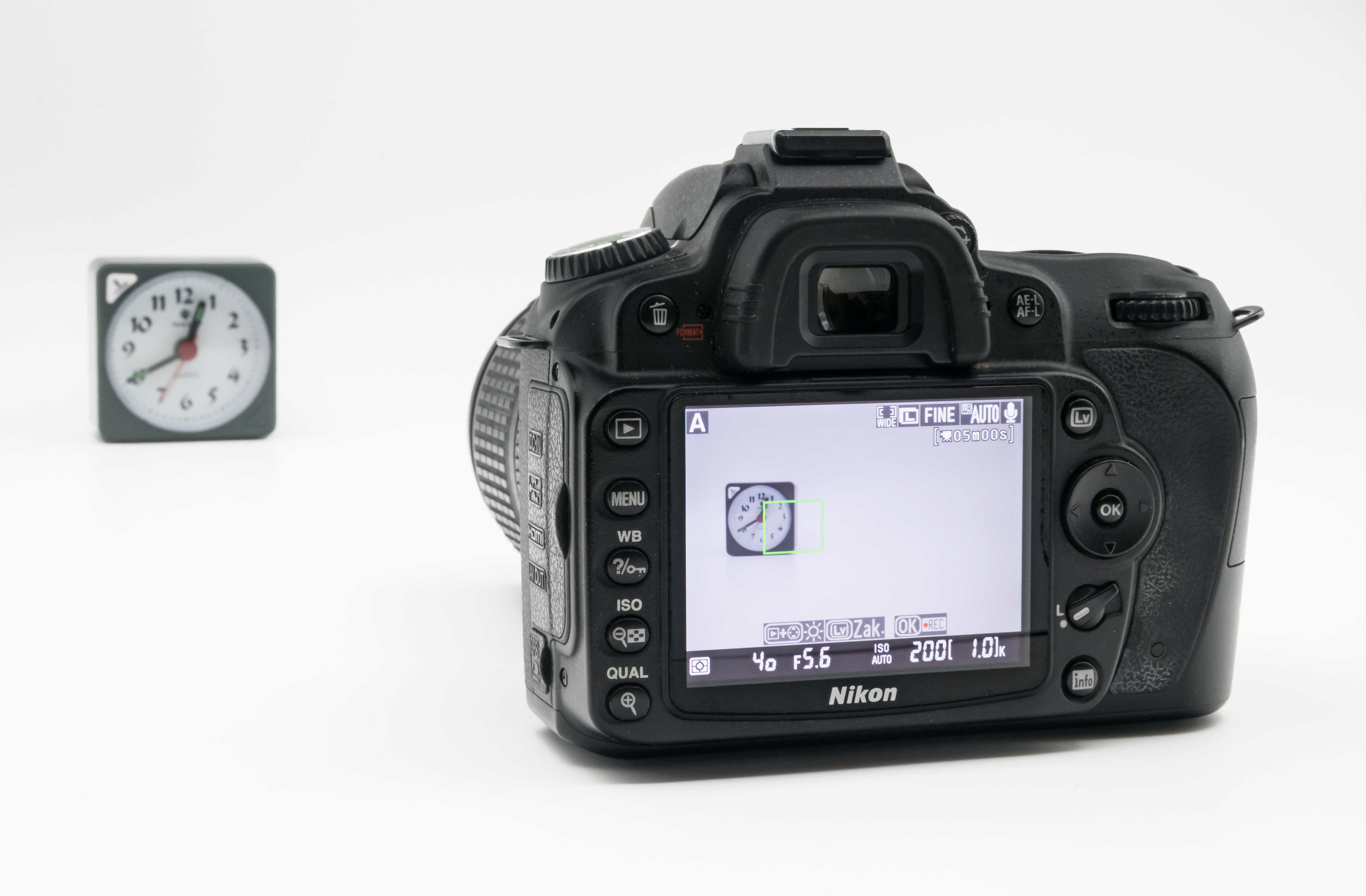
El Liveview (Live preview) d'una càmera DSLR

Les primeres DSLR no tenien cap forma de mostrar la imatge del visor òptica a la pantalla LCD (live preview, o vista previa en directe). Live preview és útil en situacions en què no es pot utilitzar el visor òptic com en el cas de fotografia submarina en què la càmera és dins d'una carcassa impermeable.
L'any 2000, l'Olympus va introduir l'Olympus E-10, la primera DSLR amb vista prèvia en directe, tot i que fos un disseny atípic d'òptica fixe. A final de l'any 2008, algunes càmeres rèflex digitals de Canon, Nikon, Olympus, Panasonic, Leica, Pentax, Samsung i Sony van proporcionar una vista previa en directe i continua. A més, la Fujifilm FinePix S5 Pro oferia 30 segons de vista prèvia en viu.
A quasi la totalitat de càmeres DSLR que ofereixen previsualització en viu a través del sensor, el sistema d'auto-focus de detecció de fase no funciona en el mode de live preview. Tot i que l'autofocus de detecció de fase requereix contrast a l'escena, l'enfocament automàtic de detecció de contrast està limitat quant a la seva rapidesa de cercar el focus.
L'any 2012, Canon va introduir un autofocus híbrid a les DSLR (EOS 650D/Rebel T4i) i en va fer una versió més sofisticada, anomenada Dual Pixel CMOS AF, amb la Canon EOS 70D. Aquesta tecnologia permet a alguns píxels actuar com a detectors de contrast i com a detectors de fase, millorant així la rapidesa de l'autofocus en el mode live preview. Mentre que moltes càmeres mirrorless i la Sony SLT de mirall fixe tenen sistemes AF híbrids similars, Canon és l'unic fabricant que ofereix aquesta tecnologia en les DSLR.
Una nova característica a través d'un paquet de software independent introduït per Breeze Systems a l'Octubre de 2007 ofereix un live preview a distancia, aquest s'anomena DSLR Remote Pro v1.5 i és disponible per a la Canon 40D i la 1D Mark III.

### Sensors més grans i amb millor qualitat d'imatge
Els sensors digitals de les DSLR tenen diferents mides. Els més grossos són els que s'utilitzen en les càmeres de mig format. Degut als costos de fabricació aquests sensors grans disparen el preu de les càmeres a més de 6.500$ al maig de 2014.

Diferents mides de sensor utilitzades en cada càmera, essent comparats amb un sensor Full-frame (similar a la pel·lícula de 35 mm).

El sensor full-frame (format complet) té la mateixa mida que una pel·lícula analògica de 35 mm (pel·lícula 135, format 24 x 36 mm). Aquests sensors s'utilitzen en càmeres DSLR com la Canon EOS-1D X Mk II, 5DS / 5DSR, 5D Mark IV i 6D, i la Nikon D5, D810, D750, D610 i Df. La majoria de les DSLR modernes utilitzen un sensor més petit que té una mida APS-C, aproximadament el 40% de l'àrea d'un sensor Full-frame.
Altres mides de sensor que es troben a les càmeres digitals rèflex inclouen el sensor del Four Thirds System que equival al 26% del sensor Full-frame. Els sensors APS-H (s'utilitzen per exemple a la Canon EOS-1D Mak III) equivalen al 61% del Full-frame, i el sensor de la Foveon X3 equival al 33% del full-frame (tot i que a partir de l'any 2013 els sensors Foveon són de mida APS-C). La Leica en canvi ofereix un SIstema-S per a les DSLR amb una matriu de 30x45 mm que contenen 37 milions de píxels, aquest sensor és 56% més gran que un Full-frame.
La resolució dels sensors de les càmeres DSLR es mesura en megapíxels. Disposar de més megapíxels per si mateix no millora pas la qualitat. La baixa sensibilitat a la llum n'és un bon exemple: quan es comparen dos sensors de la mateixa mida, el que té menys megapíxels serà el que funcionarà millor amb menys llum, ja que la mida dels píxels individuals és més grossa i hi haurà més llum que arribarà a cada píxel en comparació amb el sensor que té més megapíxels. D'altra banda, això no sempre succeeix, ja que hi ha càmeres amb més megapíxels que tenen un programari millor per a minvar el soroll i millorar els ajustaments d'ISO.

### Control de la profunditat de camp
Habitualment les òptiques de càmeres DSLR tenen un rang més ampli d'obertures disponibles, que van des de la lluminositat de f/0,9 fins a f/32 aproximadament. Les òptiques de càmeres amb sensors més petits rarament tenen mides d'obertura realment disponibles més enllà de f/2,8, o f/5,6. Per ajudar a ampliar el rang d'exposició, algunes càmeres de sensor més petit també incorporen un paquet de filtres ND en el seu mecanisme d'obertura.
Les obertures que les càmeres de sensor més petits tenen més profunditat de camp que els angles de visió equivalent en una rèflex digital. Per exemple, una lent de 6mm en un sensor 2/3 digicam té un camp de visió similar a un objectiu de 24 mm en una càmera de sensor de 35 mm.
D'altra banda, una obertura de f/2,8 la càmera de sensor més petit (suposant un factor o crop factor de 4) té una profunditat de camp similar a la càmera de 35 mm ajustada a f/11.

### Angle de visió
L'angle de visió d'una òptica depèn de la longitud focal i de la mida de sensor de la càmera. Un sensor de format inferior a 35 mm (36x24 mm) proporciona un angle de visió més estret per a una òptica de distancia focal determinada que una càmera equipada amb un sensor de 35 mm. Això és degut al fet que els sensors de mida superior són més cars. Els sensors de mida mitjana són fins i tot més grossos que els sensors full-frame (35 mm) i obtenen una resolució superior, per tant són encara més cars.
L'impacte de la mida del sensor al camp de visió s'anomena crop factor o multiplicador de longitud focal, és un factor que es pot multiplicar per la longitud focal d'un objectiu per obtenir la longitud focal equivalent a un objectiu en un format full-frame. Els sensors APS-C típics tenen crop factors de 1,5 a 1,7, i aixíuna òptica amb una distancia focal de 50 mm donarà a un camp de visió igual al d'una crop factor de 2.0.
Mentre que el crop factor de les càmeres APS-C redueix efectivament l'angle de visió de les òptiques d'enfocament llarg (tele-objectius), facilitant la captura d'imatges en primer pla d'objectes molt distants, les lents gran angulars pateixen una reducció en el seu angle de visió pel mateix crop factor.
Les DSLR amb mida de sensor "crop" tenen una profunditat de camp lleugerament superior a la de les càmeres amb sensor 35 mm per a un angle de visió concret. La profunditat de camp addicional per a una distància focal donada pot calcular-se aproximadament multiplicant la profunditat de camp pel crop factor. Una profunditat de camp baixa és útil per a la fotografia de retrat o per a aïllar un tema del fons.

### Característiques atípiques
El 13 de juliol de 2007, FujiFilm va anunciar el FinePix IS Pro, que utilitza òptiques Nikon de montura F. Aquesta càmera además de tenir live preview, té la capacitat de gravar en infrarroig i en espectre ultravioleta de la llum.
L'agost de 2010 Sony va llençar una sèrie de càmeres DSLR que permetien fer fotografia 3D. Això es fa movent la càmera (fent un "escombrat") de forma horitzontal o vertical en el mode Sweep Panorama 3D. La imatge es podia guardar com una imatge panoràmica ultra-ample o com una fotografia 3D 16:9.

## Història
El 1969 Wilard S. Boyle i el George E. Smith van inventar la primera imatge tecnològica amb un sensor digital, un CCD (Charge-Coupled Device). El CCD permetia un desenvolupament ràpid de la fotografia digital, i gràcies a aquesta contribució Boyle i Smith van rebre el Premi Nobel de Física l'any 2009. El 1975 l'enginyer Steven Sasson de Kodak va inventar la primera càmera fotogràfica digital, utilitzant un sensor CCD de 100x100 píxels. El 25 d'agost de 1981, Sony va presentar un prototip de la càmera electrònica Sony Mavica amb òptiques intercanviables i un visor SLR.
A la primavera de 1987, els laboratoris de recerca de Kodak van integrar el sensor d'1.3 MP en una càmera SLR. El laboratori de sistemes de KRL va dissenyar circuits per a sincronitzar l'exposició de la càmera amb l'obturador mecànic de l'ampliació utilitzada Nikon F3 SLR a través dels contactes del motor. Les imatges digitals es van emmagatzemar en un disc dur i es van processar per a la retroalimentació de l'histograma cap a l'usuari. Això en fa la primera DSLR comercial, llançada per Kodak l'any 1991.

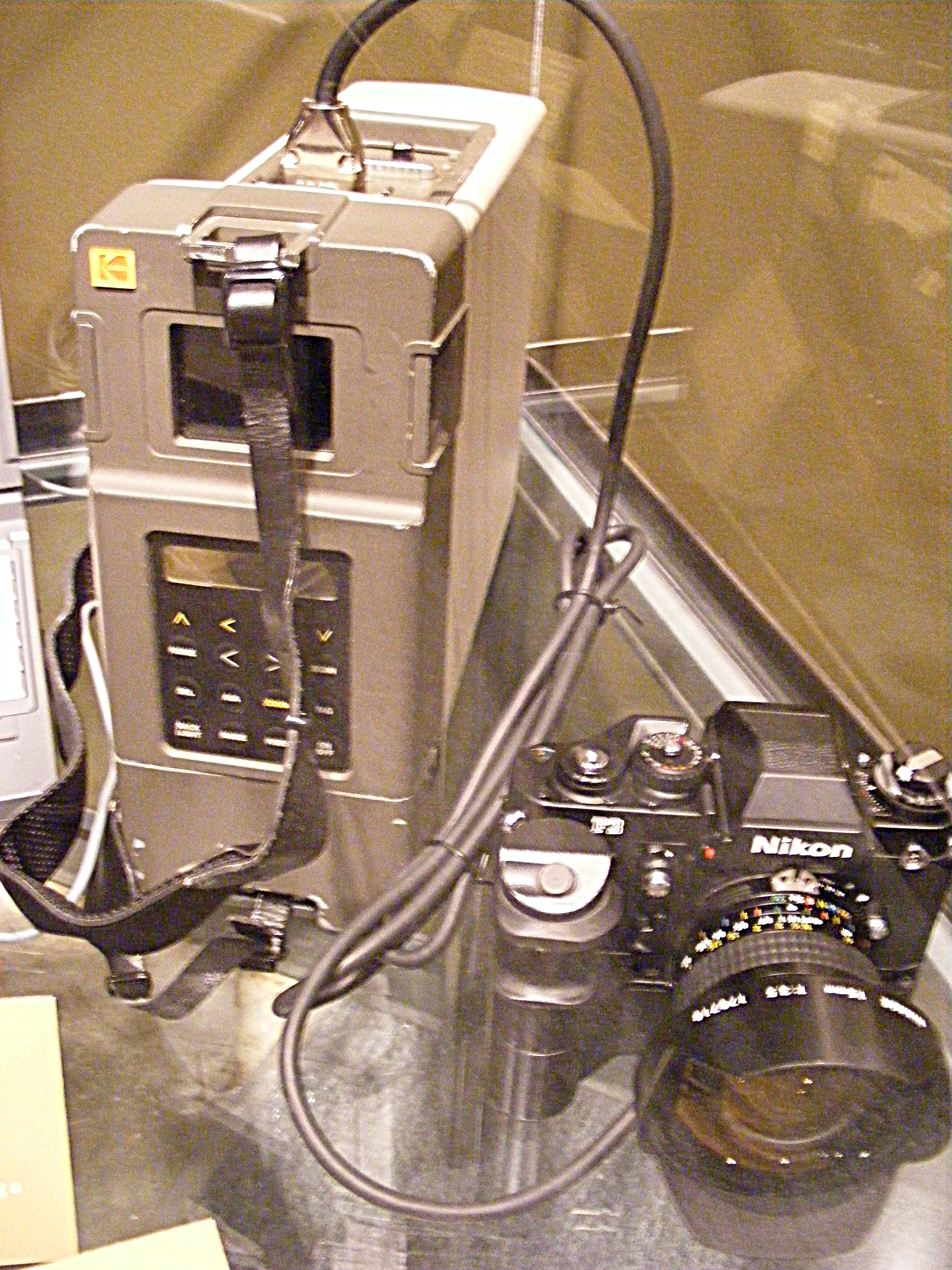
La càmera Kodak DCS 100, basada en el cos d'una Nikon F3 amb una unitat d'emmagatzematge digital, llençada al Maig de 1991

El 1995, Nikon va codesenvolupar la serie E de Nikon amb Fujifilm. Aquesta inclou la Nikon E2, E2S, la Nikon E2N /E2NS i la Nikon E3 / E3S, amb la E3S llançada el Desembre de 1999. El 1999, Nikon va presentar la Nikon D1. El seu cos era similar al de les rèflex digitals professionals Nikon de 35 mm, i tenia el mateix muntatge Nikkor, i funcionava amb la línia existent d'objectius d'enfocament manual. Tot i que Nikon i altres fabricants ja havien produït càmeres SLR digitals abans, la Nikon D1 va ser la primera rèflex digital professional que va desplaçar el regnat del mercat professional de Kodak. Durant la propera dècada, altres fabricants de càmeres van entrar al mercat de les DSLR, incloent Canon, Kodak, Fujifilm, Minolta (posteriorment Konica Minolta, i finalment adquirida per Sony), Pentax, Olympus, Panasonic, Samsgung, Sigma i Sony.
El gener de l'any 2000, Fujifilm va anunciar la FinePix S1 Pro, la primera DSLR de consum.
Al novembre de 2001, Canon va llençar la Canon EOS-1D de 4,1 megapíxels, el primer cos digital professional de la marca. El 2003 Canon va introduir la càmera SLR Canon EOS 300D de 6,3 megapíxels amb per a 999 $, dirigit al mercat de consum. Aquest succés comercial va impel·lir altres fabricants a produir càmeres SLR digitals competitives, el que en va abaixar els preus. El 2004, Konica Minolta llença la Konica Minolta Maxxum 7D, la primera DSLR amb estabilització d'imatge al cos, que més tard serà estàndard a les càmeres Pentax, Olympus i Sony Alpha. A principi de 2008, Nikon va llençar la Nikon D90, la primera DSLR amb gravació de vídeo. Des de llavors totes les càmeres tenen funcionalitat.
Des de llavors, el nombre de megapíxels als sensors continuat a augmentar, i la majoria de fabricants es centren en l'alt rendiment d'ISO, la velocitat d'enfocament, més fotogrames per segon, l'eliminació del soroll digital i alhora en van abaixar els preus. Al juny de 2013, Canon va llançar la primeera càmera amb pantalla tàctil, la Canon EOS 650D, que ja era corrent en les càmeres compactes i els models mirrorless..

### Mercat
En un principi les càmeres DSLR ocupaven exclusivament el sector de la fotografia professional, fins que Canon va llançar el setembre de 2003 la 300D amb un preu de 1.100$ amb objectiu inclòs. El març de 2004 Nikon presenta la D70 amb un preu lleugerament superior però amb més funcions que la 300D de Canon. D'aquesta manera s'introdueixen per fi el 2005 les DSLR en el sector de fotografia amateur. Quan el mercat de la fotografia digital s'havia estabilitzat, per les vendes de càmeres compactes, el sector de les rèflex digitals va conèixer un gran creixement a partir de 2005. El 2006 la majoria de fabricants de càmeres fotogràfiques ofereixen almenys un model rèflex amb un preu que ronda els 600 €, objectiu inclòs.
Cinc empreses japoneses dominen el mercat: Canon, Nikon, Olympus, Pentax i Sony. Altres fabricants DSLR inclouen Mamiya, Sigma, Leica i Hasselblad. El 2007, Canon va superar Nikon amb un 41% de les vendes mundials respecte al 40% de la segona empresa, seguits per Sony i Olympus amb aproximadament el 6% de quota de mercat. El 2008, els productes de Canon i Nikon van acaparar la majoria de ventes. El 2010, Canon va controlar el 44,5% del mercat, seguit per Nikon amb el 29,8% i Sony amb l'11,9%.
Per a Canon i Nikon, les rèflex digitals són una font important de beneficis. Per a Canon, les càmeres rèflex van aconseguir quatre cops més beneficis que les càmeres digitals compactes, mentre que Nikon va guanyar més de les rèflex digitals i les òptiques que amb qualsevol altre producte. Olympus i Panasonic van sortir del mercat DSLR i ara se centren en la producció de càmeres mirrorless.
El 2013, després d'una dècada de creixement de més de 10% anual, les ventes DSLR van baixar un 15% i les de mirrorles també. Això s'explica per la concurrència de les càmeres dels telèfons mòbils, que satisfan molts usuaris. Segons una predicció del 2013 de la firma d'estudi de mercat IDC, Nikan seria fora del negoci d'ençà de cinc anys. Aleshores el mercat va començar a canviar, i cada dia més és dominat més pel programari que no pas pel maquinari. No tots els fabricants s'hi van adaptar.

Per il·lustrar la tendència, el setembre de 2013 Olympus va anunciar que deixaria de desenvolupar càmeres DSLR i se centraria en el desenvolupament de MILC.

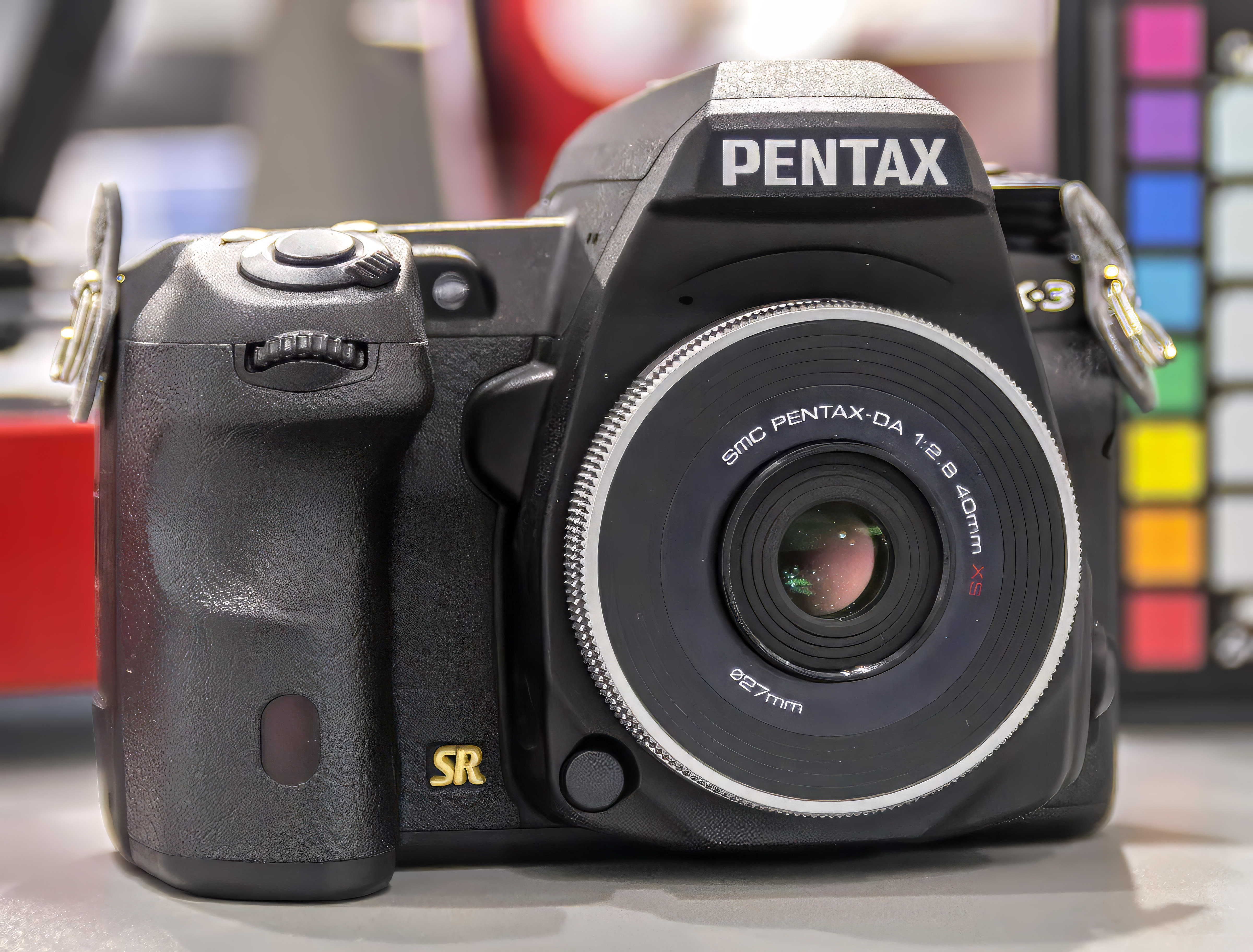
Pentax K-3
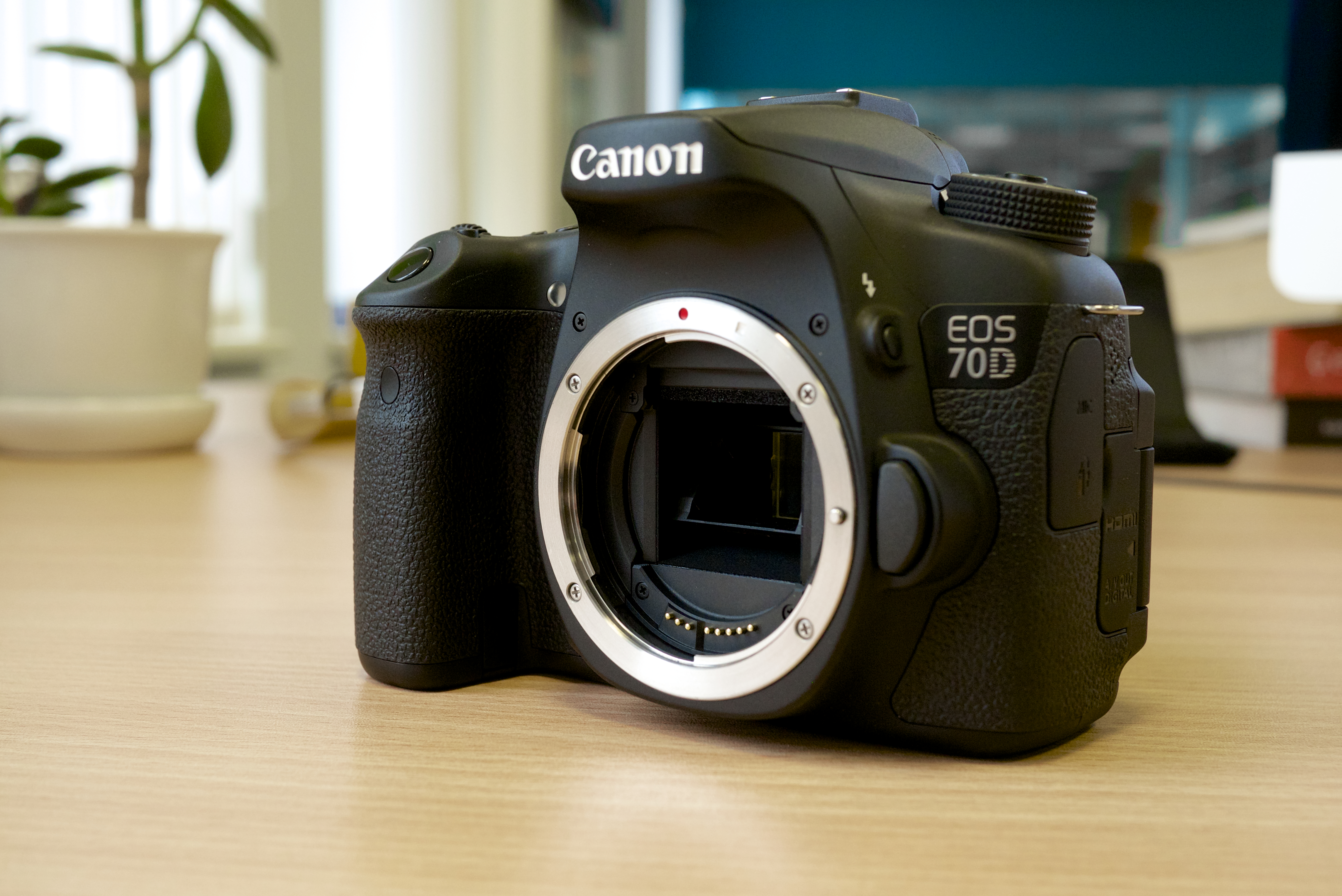
Cos de la càmera DSLR Canon EOS 70D de sensor APS-C
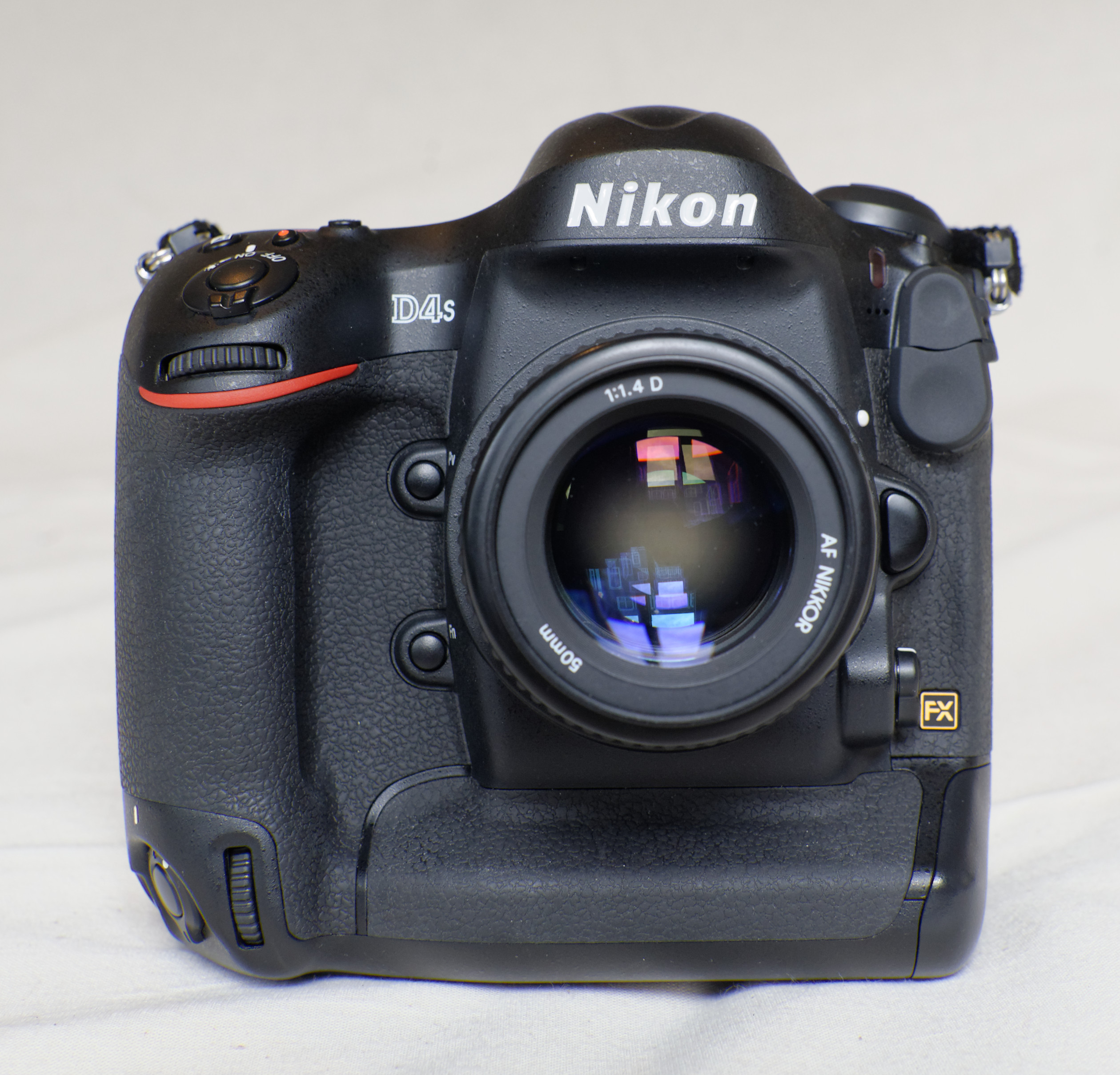
càmera DSLR Nikon D4S amb sensor full-frame (FX)

## Les DSLR en comparació amb altres càmeres digitals
L'esquema de disseny de la càmera rèflex és la principal diferencia entre ella i les altres càmeres digitals. En aquest esquema la imatge capturada al sensor de la càmera és també la imatge que es veurà a través del visor. La llum viatja a través d'un sol objectiu i un mirall és utilitzat per reflectir una porció d'aquesta llum cap al visor, per això s'anoma Single-Lens Reflex. Tot i que hi ha variacions entre les càmeres d'apuntar i disparar, el disseny típic exposa el sensor constantment a la llum projectada per l'objectiu, permetent que la pantalla de la càmera s'utilitzi com un visor electrònic. Tot i així, les pantalles LCD poden ser difícils de veure amb la llum solar i es recomana per això la utilització d'accessoris externs com un visor que hi aniria adherit.

### Visió òptica i imatges creades digitalment
Les càmeres digitals més grans i avançades ofereixen una visió electrònica no òptica a través de la lent (TTL) amb un visor electrònic a nivell dels ulls (EVF), a més de la pantalla LCD posterior. La diferència visual en comparació amb les càmeres DSLR és que el visor electrònic (EVF) mostra la realitat creada de forma digital, i en canvi el visor d'una DSLR mostra una imatge òptica real a través d'un sistema de visualització reflex.
La imatge que mostra el visor electrònic (EVF) té un temps de retard (és a dir, reacciona amb retard, es triguen a veure els canvis) i té una resolució menor respecte a un visor òptic, pero aconsegueix una visualització sense parallax utilitzant menys volum i complexitat mecànica que una rèflex digital amb el seu sistema de visualització rèflex.
Els visors òptics tendeixen a ser més còmodes i eficients, especialment per a la fotografia d'acció i en condicions de poca lluminositat. En comparació amb les càmeres digitals amb visors LCD electrònics, no hi ha retard a la imatge: sempre és correcte, ja que la informació és actualitzada a la velocitat de la llum. Això és important per la fotografia d'acció o esportiva o qualsevol altre situació en què el subjecte o la càmera s'hagin de moure ràpidament. A més, la resolució de la imatge visualitzada és molt més que la que proporciona una pantalla LCD o un visor electrònic, la qual cosa pot ser important si es desitja enfocar manualment per a un enfocament precís, com seria el cas a la fotografia macro i la microfotografia (amb un microscopi). Un visor òptic també pot causar menys tensió ocular.
Tot i així, els visors electrònics poden proporcionar una pantalla més brillant en situacions de poca llum, ja que la imatge pot amplificar-se electrònicament.

### Diferències de rendiment
Les càmeres DSLR normalment tenen sensors de mida molt més gran, i sovint de major qualitat, presentant menys soroll, la qual cosa és útil en condicions de poca llum. Tot i que existeixen càmeres digitals mirrorless amb APS-C i sensors full-frame, la majoria de sensors full-frame i de mig format es troben en càmeres DSLR. Generalment les càmeres DSLR ofereixen un rendiment més ràpid i major capacitat de resposta, amb menys retard d'obturació, sistemes d'enfocament automàtic més ràpids i velocitats de fotogrames més altes.
Tot i que algunes micro càmeres de 4/3 tenen velocitats de fotogrames que rivalitzen amb les de les DSLR professionals. El desavantatge d'aquestes càmeres és que no tenen visor òptic i, per tant, és difícil centrar-se en els subjectes en moviment i en les situacions en les què un mode de ràfega seria molt beneficiós.
Altres càmeres digitals van ser significativament més lentes en la captura d'imatges (mesurant el temps que passa des que es prem el disparador fins que s'escriu la imatge digitalment al mitjà d'emmagatzematge) que no pas les càmeres DSLR, però aquesta situació està canviant amb la introducció de targetes de memòria de captura més ràpida i els xips de processament de la càmera cada cop més ràpids. Tot i així, les càmeres digitals compactes no són adequades per a l'àmbit de la fotografia d'acció, de natura, esports i altres fotografies que requereixen una alta velocitat de ràfega, ja que depenen quasi exclusivament de la seva automatització integrada i de la intel·ligència de la màquina per a capturar imatges en diferents situacions, i no ofereixen control manual sobre les seves funcions, cosa que les fa totalment inadequades per al seu ús professional o usuaris experts.
Les Bridge cameras proporcionen cert grau de control manual sobre els modes de disparar de la càmera, i l'opció de connectar a la càmera diferents accessoris per a l'òptica com filtres i convertidors secundaris.
Les rèflex digitals proporcionen al fotograf un control tota sobre tots els paràmetres importants de la fotografia i tenen l'opció de connectar accessoris addicionals com: unitats de flaix muntades a una zapata, batery grip, mesuradors externs de llum, opcions de control remot... Les DSLR també disposen modes de disparar totalment automàtics. Tenen una longitud focal més gran per al mateix camp de visió, cosa que permet un ús creatiu de la profunditat de camp.
Tot i així, les càmeres digitals petites poden centrar-se millor en objectes més propers que les òptiques DSLR típiques.

### Mida del sensor
Els sensors que utilitzen les càmeres DSLR actuals són el Full-frame (de la mateixa mida que una pel·lícula de 35 mm, és a dir, 135 film amb format 24x36 mm), el sensor APS-C d'aproximadament 22x15 mm i el Four Thirds System. Són molt més grans que els sensors que trobem en altres càmeres digitals.
Les càmeres compactes bàsiques utilitzen normalment sensors coneguts com a 1/ 2.5" i que equival al 3% de la mida d'un sensor full-frame. Les Bridge cameras que ofereixen sensors de més de 1/2.5" però la majoria encara no arriben a les mides més grans que es troben normalment a les càmeres digitals rèflex.
Com a exemples podem esmentar: la Sigma DP1 utilitza un sensor Foveon X3; la Leica X1; la Canon PowerShot G1 X, utilitza un sensor d' 1,5" (18,7 × 14 mm) que és lleugerament més gran que l'estàndard Four Thirds i equival al 30% d'un sensor full-frame; la Nikon Coolpix A, que utilitza un sensor APS-C de la mateixa mida que les que trobem a les companyies DSLR de format DX. I dos models de Sony, la RX100 amb un sensor d' 1" (13.2 × 8.8 mm) que equival aproximadament a la meitat de l'àrea del sensor Four Thirds, i la Sony RX1 de sensor full-frame. Aquestes bridge cameras sovint són comparables a les DSLR en quan al preu, tot i tenir un sensor de menor mida i pes.

### Objectius fixes o intercanviables
A diferencia de les càmeres DSLR, la majoria de càmeres digitals no tenen l'opció d'intercanviar les òptiques. En canvi, la majoria de càmeres digitals compactes es fabriquen amb una lent de tipus zoom que cobreix els camps de visió més utilitzats normalment. Les lents fixes venen limitades per les longituds focals amb les que han estat fabricades, a excepció del que poden oferir accessoris. Els fabricants han intentat posar remei a aquest desavantatge oferint rangs extrems de longitud focal en models coneguts com a auperzooms, alguns dels quals ofereixen més longitud focal del que poden arribar les òptiques DSLR.
Tot i així, des de la introducció del sistema Micro Four Thirds d' Olympus i Panasonic a finals de 2008, les càmeres d'òptica intercanviable mirrorless estan disponibles per a tothom i l'opció d'intercanviar òptiques ja no és exclusiva de les càmeres digitals rèflex. Les càmeres del sistema Micro Four Thirds estan dissenyades amb l'opció d'intercanviar l'òptica i accepten òptiques que s'ajustin a la seva montura, i tenen la mateixa mida de sensor que el sistema Four Thirds però no tenen el mirall i el pentaprisma, per tal de reduir la disancia entre l'òptica i el sensor.
Panasonic va llençar la primera càmera amb sistema Micro Four Thirds, la Lumix DMC-G1. Diferents fabricants han anunciat òptiques per a la nova montura d'aquest tipus de càmera, mentre que les lents antigues òptiques del sistema Four Thirds poden muntar-se amb un adaptador (un separador mecànic amb connectors elèctrics anteriors i posteriors i el seu propi firmware intern). El gener de 2010 es va anunciar una càmera d'òptica intercanviable similar, però amb un sensor de mida APS-C: la Samsung NX10.
El 21 de setembre de 2011 Nikon va anunciar la Nikon 1, una serie mirroless fotografia d'alta velocitat. Algunes càmeres de tipus rangefinder també tenen l'opció d'intercanviar òptica. Hi ha 6 càmeres ragefinder: el sensor Epson R-D1 (sensor de mida APS-C), el sensor Leica M8 (sensor de mida APS-H), càmeres fotográfiques de rang inferior a 35 mm i les Leica M9, M9-P, Leica M Monochrom i Leica M (totes són full-frame).
Les càmeres DSLR tenen en comú amb altres dissenys d'òptica intercanviable han d'afrontar el problema de la contaminació potencial del sensor per les partícules de pols quan es canvia l'òptica (tot i que els sistemes de reducció de pols actuals ho resolen parcialment). Les càmeres digitals amb òptiques fixes normalment no estan exposades a la pols de l'exterior.
D'altra banda, les càmeres DSLR normalment costen més, i la seva mida i pes és major. També tenen un funcionament més sorollós a causa del sistema del mirall-SLR. El disseny de miralls fixes de Sony aconsegueix evitar aquest problema. Tot i així, aquest disseny té el desavantatge de que part de la llum rebuda des de l'òptica és desviada pel mirall i per tant, el sensor rep aproximadament el 30% menys de llum en comparació amb altres dissenys DSLR.

## Segellat i impermeabilització
Les càmeres poden estar equipades amb una quantitat variable de segellat ambiental per proporcionar protecció contra esquitxades d'aigua, humitat (humitat i boira), pols i sorra, o una impermeabilitat total fins a una profunditat determinada i durant una durada determinada. Aquest últim és un dels enfocaments per permetre la fotografia submarina, l'altre enfocament és l'ús de carcasses impermeables. Moltes càmeres digitals impermeables també són resistents als cops i a les baixes temperatures.
Algunes càmeres impermeables es poden equipar amb una carcassa impermeable per augmentar el rang de profunditat operativa. La gamma de càmeres compactes Olympus 'Tough' n'és un exemple.